# 西脇隆俊
西脇 隆俊（にしわき たかとし、1955年〈昭和30年〉7月16日 - ）は、日本の政治家、国土交通官僚。京都府知事（公選第19代、20代）。元復興庁事務次官。
父は、京都市会議長や自由民主党京都府連幹事長を務めた元京都市会議員の西脇尚一。

## 来歴
京都府京都市下京区生まれ。洛星高校、東京大学法学部卒業。洛星高校では野球部に所属しており、ポジションはピッチャー。1979年、建設省（現・国土交通省）に入省。国土交通省総合政策局長や大臣官房官房長、国土交通審議官を経て、2016年6月より復興庁事務次官。2017年7月に退任し、復興庁顧問。
2018年4月投開票の京都府知事選挙に、自民・民進・公明・立憲民主党・希望の党から推薦を受け立候補。前職山田啓二による府政の継承を訴えて、日本共産党が推薦した弁護士の福山和人との一騎打ちを制して初当選した。

## 年譜
- 1955年7月15日 - 京都府京都市下京区にて出生
- 1974年3月 - 洛星高等学校卒業
- 1979年
  - 3月 - 東京大学法学部卒業
  - 4月 - 建設省（現：国土交通省）入省
- 1987年6月 - 山形県企画調整部総合交通課長
- 2001年1月 - 国土交通省都市・地域整備局まちづくり推進課長
- 2008年7月 - 国土交通省道路局次長
- 2013年2月1日 - 国土交通省総合政策局長[7]
- 2014年7月8日 - 国土交通省大臣官房長[8]
- 2015年7月31日 - 国土交通審議官[9]
- 2016年6月21日 - 復興庁事務次官[10][11]
- 2017年7月11日 - 復興庁顧問[12]
- 2018年4月8日 - 京都府知事選挙に5党（自民・公明・民進・立憲・希望）推薦で出馬し、当選。
- 2020年12月4日 - 関西広域連合副広域連合長
- 2022年4月10日 - 京都府知事選挙に4党（自民・公明・立憲・国民）推薦で出馬し、再選。

## 人物
- 家族は妻、1男1女。
- 趣味はテニス、マラソン、映画鑑賞。
- 座右の銘は「雲外蒼天」（どんな試練でも、努力して乗り越えれば快い青空が望めるという意味）[1]。